# Annika Idström
Ilse Annika Idström, född 12 november 1947 i Helsingfors, död 20 september 2011 i Helsingfors, var en finlandssvensk författare som skrev på finska. 
Idström gick Konstindustriella högskolans film- och tv-linje och tog examen 1974. Hon debuterade 1980 med romanen Sinitaivas. I romanen Luonnollinen ravinto ("Naturlig föda", 1994) är kannibalism ett av temana. Idström arbetade även som fotograf, journalist, regissör och dramaturg.